# Научная библиотека Бакинского государственного университета

Эмблема Бакинского государственного университета в 1919 году

Научная библиотека Бакинского государственного университета - одна из крупнейших библиотек Азербайджана . Основана в 1919 году во время Азербайджанской Демократической Республики .

## Основание библиотеки
После основания Бакинского государственного университета в 1919 году оргкомитет университета позаботился о создании его библиотеки и организовал специальную библиотечную комиссию.
2 июня 1919 года комиссия обратилась в Бакинскую городскую администрацию с просьбой передать университету библиотеку при Михайловской (ныне Муса Нагиева) больнице. Муниципалитет согласился на запрос комиссии. Тогда же, согласно обращению оргкомитета университета в Совет Бакинского Конгресса Нефтяников, библиотека Сабунчинской больницы была передана университету в 1920 году. Для фонда библиотеки были приобретены книги на сумму 120 тысяч манатов. Библиотечная комиссия также обратилась к населению и, в первую очередь, к просвещенной интеллигенции с просьбой создать университетскую библиотеку. В петиции предлагалось предоставить библиотеке книги по медицине, истории и филологии на всех языках. Комиссия выразила уверенность, что научные книги будут переданы в дар университету в Баку, как и другим культурным центрам, для великих культурных целей университета.

## Деятельность в республиканский период
В университетской библиотеке открылось специальное турецкое отделение. Из Стамбула привезли 212 книг, чтобы укомплектовать кафедру соответствующей литературой. К началу 1920- х годов в библиотеке насчитывалось более 6000 книг, 130 газет и журналов. В сборник вошла литература на азербайджанском, турецком, персидском, арабском, английском, французском, немецком, русском и татарском языках. Среди первых читателей библиотеки Мамед Эмин Расулзаде, Юсиф Везир Чемензаминли, Абдуррагим Асабек оглы Ахвердов, Таги Аббас Шахбази, Мир Асадулла Миркасимов и другие известные личности. В конце 1919 — начале 1920 годов научная библиотека Бакинского государственного университета постепенно стала играть роль методического центра для библиотек учебных заведений республики.
16 января 1920 г. в университетской библиотеке прошел семинар-собрание библиотекарей Министерства народного просвещения.

## Деятельность в советское время
Пополнение фондов Научной библиотеки Бакинского государственного университета продолжалось и в последующие годы. В 1920-22 гг. Распоряжением Совета Народных Комиссаров в библиотеку поступали книги из различных ведомств, учреждений и организаций. В 1922 г. ученый совет университета направил профессоров Ф. Н. Ильяна и Р. Ростовского в Петроград для закупки книг. Они привезли бесплатно более 200 фунтов ценной научной литературы, в том числе все издания Российской академии наук. Восточное отделение библиотеки возглавляет декан Восточного факультета университета проф. Он был организован по инициативе Р. К. Джузенин. С этой целью в 1922 году Совет Народных Комиссаров Азербайджанской ССР выпустил золотые монеты на сумму 7000 манатов. В 1924 году на эти средства в Стамбуле было приобретено более 2000 книг. Восточный филиал начал работу в мае 1924 года . С 1928 по 1929 год библиотека бывшего Бакинского французского общества, насчитывающая 1000 экземпляров, стала частью университетской библиотеки. Кроме того, библиотеке передан комплект из 2000 комплектов русских журналов из библиотеки Дома педагогов. В те годы в фонд библиотеки пополнились личные книги профессоров Бекира Чобан-заде, Р. Х. Мудрова, Д.Джафарова, Тумбель, Русанова и других.

## Текущая деятельность
Если библиотека Бакинского государственного университета была создана в 1919 году с 250 книгами, то сейчас она насчитывает более 2,5 миллионов единиц. Эти книги по различным областям науки изданы на азербайджанском, восточном, русском и западноевропейском языках.
Рукописи XIII—XVIII веков и разного рода издания XVI века — редкие и ценные произведения, входящие в «золотой фонд» библиотеки. Согласно приказу Министерства Образования Азербайджанской Республики № 131 от 1971 года, Научная библиотека Бакинского Государственного Университета стала научно-методическим центром с целью улучшения и упорядочения работы библиотек высших и средних школ страны и до сих пор выполняет эту функцию.
Научная библиотека оказала методическую помощь 22 публичным и частным университетским библиотекам.
Научная библиотека издает серии «Труды ученых университета», «Выдающиеся ученые университета» и др. подготовлены и изданы научно-библиографические указатели по темам.
Научная библиотека Бакинского государственного университета в настоящее время обменивается книгами с 18 зарубежными странами, 50 университетами и научным сообществом, а с 1998 года сотрудничает с Фондом помощи Института открытого общества в Баку. За активное участие в проектах этого общества библиотека выиграла 11 грантов.
После восстановления государственной независимости Азербайджана научная библиотека вступила в новый этап развития.
В научной библиотеке 14 отделов, 5 абонементов, состоящих из научной, учебной и художественной литературы, 14 читальных залов и 42 ведомственные библиотеки. Научная библиотека университета обслуживает 16 000 студентов, сотрудников научных и образовательных учреждений стран СНГ и дальнего зарубежья.